# Kolinkî, Reșetîlivka
Kolinkî (în ucraineană Коліньки) este un sat în comuna Lîman Druhîi din raionul Reșetîlivka, regiunea Poltava, Ucraina.